# Gliese 832
Pour les articles homonymes, voir Gliese.
Désignations
Gliese 832 (ou GJ 832), également désignée HD 204961, est une étoile naine rouge de la constellation de la Grue. Elle est relativement proche du Soleil, à une distance de ∼ 16,2 a.l. (∼ 4,97 pc).

## Étoile
Comme la majorité des étoiles du catalogue Gliese, il s'agit d'une naine rouge ; plus précisément, sa masse est estimée à 0,45 masses solaires et son type spectral compris entre M1V et M2/3V. Le rayon de l'étoile est estimé à 0,45 fois celui du Soleil. Les études spectrographiques indiquent par ailleurs une métallicité relativement faible.

## Système planétaire
Une première exoplanète a été découverte par la méthode des vitesses radiales autour de cette étoile en 2008 : Gliese 832 b. Cette découverte a depuis été confirmée par plusieurs études. En 2014, une deuxième exoplanète est découverte par la même méthode : Gliese 832 c. Cette dernière serait située dans la zone habitable de l'étoile, ce qui en a fait après sa découverte l'exoplanète potentiellement habitable connue la plus proche de la Terre. Cependant une étude plus détaillée de l'activité stellaire de l'étoile, publiée en 2022, remet en cause cette découverte : il pourrait s'agir d'un faux positif.

## Voir également
- Liste d'étoiles et de naines brunes proches